# تل رفيع
تل رفيع قرية سوريّة تتبع إداريّاً لمحافظة حلب منطقة منبج ناحية مركز منبج، بلغ تعداد سكانها 111 نسمة حسب التعداد السكاني لعام 2004.